# Medicago falcata
Espèce

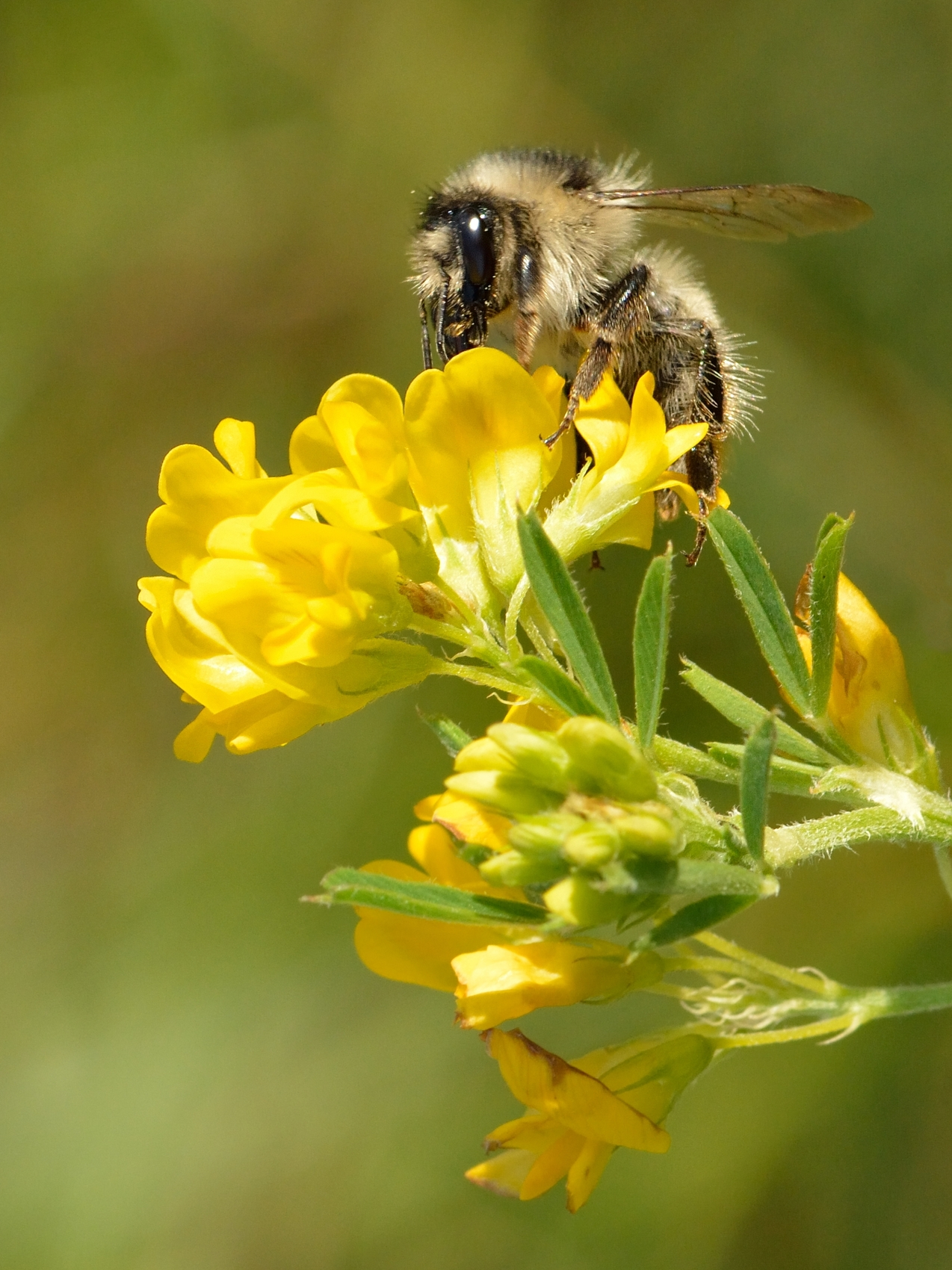
Pollinisation par un bourdon.

Medicago falcata, la luzerne sauvage ou luzerne en faucille, est une espèce de plantes à fleurs dicotylédones de la famille des Fabaceae, sous-famille des Faboideae. C'est une plante herbacée originaire d'Eurasie.
Ce sont des vivaces à fleurs jaunes et à système racinaire pivotant.
L'espèce est largement cultivée comme plante fourragère.
Elle constitue également une sources de gènes pour l'amélioration génétique de la luzerne cultivée (Medicago sativa ou Medicago sativa subsp. sativa). Elle appartient au pool génique primaire de la luzerne. Certains auteurs la classent comme une sous-espèce de la luzerne cultivée sous le nom de Medicago sativa subsp. falcata.

## Noms vernaculaires
- luzerne en faucille, luzerne en faux, luzerne faucille, luzerne jaune[2], luzerne sauvage[3].

## Taxinomie

### Synonymes
- Medicago aurantiaca Godr.[1]
- Medicago borealis Grossh.[1] [4]
- Medicago difalcata Sinskaya[4]
- Medicago falcata subsp. erecta Kotov[1]
- Medicago falcata (Prodán) O. Schwarz & Klink.[4]
- Medicago falcata L.[4]
- Medicago glandulosa (Mert. & W.D.J.Koch) Davidov[1]
- Medicago kotovii Wissjul.[1]
- Medicago procumbens Besser[1]
- Medicago quasifalcata Sinskaya[1] [4]
- Medicago romanica Prodan[1]
- Medicago romanica Prodán[4]
- Medicago sativa subsp. falcata (L.) Arcang. (préféré par GRIN)[4]
- Medicago sativa subsp. falcata (L.) Arcang.[5]
- Medicago sativa var. falcata (L.) Alef.[1]
- Medicago talcata L.[1]
- Medicago tenderiensis Opperman ex Klokov[4]

### Liste des variétés et sous-espèces
Selon Tropicos (26 septembre 2018) (Attention liste brute contenant possiblement des synonymes) :
- sous-espèces :
  - Medicago falcata subsp. erecta Kotov
  - Medicago falcata subsp. falcata
  - Medicago falcata subsp. glandulosa (Koch) Greuter & Burdet
  - Medicago falcata subsp. romanica (Prodán) O. Schwartz & Klink.
  - Medicago falcata subsp. teneriensis Vassilcz.
- variétés :
  - Medicago falcata var. ambigua Trautv.
  - Medicago falcata var. falcata
  - Medicago falcata var. glandulosa Koch
  - Medicago falcata var. revoluta Sumner
  - Medicago falcata var. romanica (Prodán) Hayek
  - Medicago falcata var. subdicycla Trautv.